# Matthias & Maxime
Matthias & Maxime é um filme de drama canadense de 2019 dirigido e escrito por Xavier Dolan. Estreou no Festival de Cannes em 22 de maio de 2019 e foi lançado oficialmente em 9 de outubro do mesmo ano pela Les Films Séville.
No Brasil, foi apresentado em 2019 no Festival do Rio, no Festival Mix Brasil e lançado exclusivamente  no MUBI em 28 de agosto de 2020.

## Elenco
- Xavier Dolan - Maxime
- Gabriel D'Almeida Freitas - Matthias
- Pier-Luc Funk - Rivette
- Antoine Pilon - Brass
- Samuel Gauthier - Frank
- Adib Alkhalidey - Shariff
- Catherine Brunet - Lisa
- Marilyn Castonguay - Sarah
- Micheline Bernard - Francine
- Anne Dorval - Manon
- Harris Dickinson - McAfee

## Recepção
No agregador de críticas Rotten Tomatoes, o filme tem uma classificação de aprovação de 66% com base em 67 resenhas dos críticos, com uma classificação média de 6,45 / 10. O consenso crítico do site diz: "Matthias and Maxime encanta quase tanto quanto frustra, embora os fãs de Xavier Dolan possam apreciar ver o diretor-roteirista trabalhando em um campo mais contido." No Metacritic, que usa uma média ponderada, atribuiu o filme uma pontuação de 58 em 100, com base em 16 críticos, indicando "críticas mistas ou médias".
Em dezembro de 2019, o filme foi nomeado para a lista anual do TIFF dos dez melhores do Canadá no final do ano.